# Бернбах, Уильям
Уильям (Билл) Бернбах (13 августа 1911, Нью-Йорк — 2 ноября 1982, Нью-Йорк) — креативный директор американской рекламы. Является одним из основателей агентства «Doyle Dane Bernbach» (DDB) (англ.) и автором рекламной кампании «Think Small» для «Volkswagen Beetle», которая считается лучшей рекламной кампанией XX века. Уильям Бернбах был известен своим творчеством и оригинальностью, а его наследие сделало его главной силой творческой революции 1960-х — 1970-х годов. Ещё одной заслугой Уильяма Бернбаха является создание творческих команд из копирайтеров и арт-директоров — до него они работали в разных отделах.
 Билл всегда умел создавать такую атмосферу, в которой талантливые люди просто расцветали. Женщина, написавшая мне невероятно скучную рекламу, для Билла создавала настоящие шедевры. Он, как никто другой, умел продавать продукцию своего агентства и был очень настойчив  (Дэвид Огилви).
 Суть бернбаховского гения состояла в его невероятной способности отличить хорошую идею от плохой…  Гораздо больше тех людей, которые способны предложить классную рекламную идею, чем тех, кто может разглядеть её в работе других. В истории рекламы было гораздо больше Дэвидов Огилви…, чем Биллов Бернбахов. Гораздо больше (Эл Райс).

## Биография

### Начало рекламной карьеры
Уильям Бернбах родился 13 августа 1911 года в семье Якоба и Ребекки Бернбах. Ещё ребёнком увлекался чтением и сочинением стихов. Вырос под впечатлением от искусства.
В 1933 Г.Бернбах закончил Нью-Йоркский университет и получил степень по английской литературе. Приобретённые им знания по искусству, философии и менеджменту также помогли в построении дальнейшей карьеры. Однако Великая Депрессия не дала Бернбаху найти работу в рекламе, как он планировал, и молодой человек поступил на службу в Отдел корреспонденции «Schenley Distillers Company». Но это не помешало Уильяму Бернбаху сочинять рекламные сообщения для сотрудников компании. Одно из них он предоставил на суд Отдела рекламы, однако не получил никакой рецензии. Правда впоследствии реклама Бернбаха была перепечатана слово в слово «The New-York Times». И хотя за давностью времени было сложно доказать, кто выступал её автором, Уильям Бернбах смог сделать это. В благодарность за творческий подход Льюис Розенталь, президент «Schenley», дал молодому сотруднику повышение, назначив его в Отдел рекламы.
C 1939 по 1940 гг. Бернбах работал на нью-йоркской Всемирной выставке в отделе продвижения в статусе «литературного раба». Когда выставка закончилась, Бернбах перешёл в рекламное агентство Уильяма Уайнтрауба. Впоследствии он провел два года на Второй мировой войне и, впечатленный увиденным, всю последующую жизнь старался не выезжать за пределы Нью-Йорка.
В 1943—1944 гг. Бернбах был директором Отдела послевоенного планирования в «Coty, Inc.», а затем на протяжении четырёх лет занимал должность вице-президента в агентстве «Грейс». Здесь Бернбах создал свою первую по-настоящему успешную рекламу — универмага «Ohrbach’s». Бернбах изменил его имидж на образ престижного магазина для всей семьи, благодаря творческой и юмористической, хотя и недорогой рекламе. В сообщениях «Ohrbach’s» Бернбах старался «захватить» внимание потребителя таким образом, чтобы название продукта так или иначе оставалось на самом видном месте. Бернбах верил, что самая удачная реклама — это реклама, которая способствует запоминанию товара не меньше, чем самой рекламы.
Во многом успех кампании «Ohrbach’s» предопределило то, что вместе с Бернбахом над ней работал Пол Рэнд — впоследствии известный дизайнер-авангардист. Их сотрудничество настолько вдохновило Бернбаха, что он сделал метод творческих тандемов одним из принципов работы своего будущего агентства. Копирайтеры и дизайнеры должны были действовать вместе — то есть, видеть друг друга на протяжении всего времени выполнения заказа, а не в момент компиляции их работ.

«Это два человека, которые уважают друг друга, занимают один кабинет и много времени проводят вместе. Постепенно они начинают взаимодействовать на уровне свободных ассоциаций, когда от одной идеи рождается другая, от неё — третья, а от неё — ещё одна и так далее», — отмечал один из сотрудников Бернбаха.

Несмотря на успех кампании Бернбаха, глава «Ohrbach’s» остался недоволен работой агентства в целом. Именно он предложил Уильяму Бернбаху задуматься об открытии своего рекламного агентства и дал гарантию, что «Ohrbach’s» станет его первым клиентом.

### «Doyle Dane Bernbach»
Во время работы в «Грей» (Gray Advertising) Уильям Бернбах испытывал сильное давление со стороны рекламодателей, которые стремились высказывать своё видение по любому из аспектов рекламы. Бернбах был напуган порядками Медисон-авеню и конформизмом её рекламных агентов. Он понимал, что позиция рекламодателя всегда будет иметь весомое значение. Также осознавал, что вся ответственность за рекламное сообщение ложится, в первую очередь, на агентство. И Уильям Бернбах начал размышлять о собственной компании, основанной на принципах, которые разделял сам.
Его судьбу предопределило тесное знакомство с Недом Дойлом, вторым вице-президентом «Грей», чья философия во многом совпадала с философией Бернбаха. Ещё одним сторонником перемен выступил Максвелл Дейн, также сотрудник «Грей».
1 июня 1949 года Дойл, Дейн и Бернбах открыли собственное рекламное агентство со стартовым капиталом в $1200. Хотя имя Уильяма Бернбаха стояло в списке партнёров последним, «всем было ясно, чьё это агентство». Тем не менее, каждый партнёр выполнял свои уникальные функции. Так, Максвелл Дейн был главным администратором компании. Нед Дойл отвечал за финансовую сторону и маркетинг. Уильям Бернбах получил полный контроль над всеми рекламными материалами, которые производило агентство. С 1949 по 1967 гг., пока Бернбах занимал должность директора «DDB», он лично просматривал каждую рекламу перед тем, как её предлагали клиенту. Таким образом, основатели «Doyle Dane Bernbach» действительно привнесли в рекламу совершенно новую философию.
 Я думаю, я имел преимущество в том, что знал не так много о рекламе, оставаясь при этом свежим и более оригинальным. Как только вы превращаетесь в раба правил, вы начинаете делать то, что и все остальные. Как только вы начинаете делать то, что и остальные, вы выбываете из игры.
Успех пришёл к агентству незамедлительно. Вслед за «Ohrbach’s» «DDB» приобрело такого клиента, как пекарня Генри С. Леви. Уильям Бернбах разработал для неё рекламу со слоганом «Не надо быть евреем, чтобы любить Levy’s» (англ.  «You don’t have to be Jewish to love Levy’s»). Эта реклама стала классической, а пекарня Генри С. Леви стала крупнейшим продавцом ржаного хлеба в Нью-Йорке и получила известность за пределами города.
Работая над заказами «Ohrbach’s» и «Levy», Уильям Бернбах ввел три принципа успешного рекламного сообщения:
- оно должно повышать осведомленность потребителя о продукте;
- оно должно быть творческим и юмористичным;
- в конечном итоге, оно должно продавать товар или услугу.

В 1968 году журнал «Madison Avenue Magazine» писал: «Doyle Dane Bernbach» — единственная школа копирайтерства. Это — Гарвардская школа бизнеса, только для копирайтеров. Это выдающийся институт, который основал Билл Бернбах…»

### Две легендарные рекламы автомобилей

#### «Avis Rent a Car»
«Avis Rent a Car»  — один из крупнейших в мире сервисов по прокату легковых автомобилей в наше время. В начале 1960-х гг. «Avis» занимал второе место по прокату легковых автомобилей в США, уступая только «Hertz». Уильям Бернбах решил использовать этот факт в рекламной кампании «Avis» и создал слоган «Когда вы № 2, вы стараетесь больше» (англ.  «When you’re No. 2, you try harder»).

Avis всего лишь № 2 в прокате машин. Так зачем ехать с нами?
Мы стараемся больше.
(Если вы не самый крупный, то вам приходится это делать.)
Мы просто не можем позволить себе грязных пепельниц. Или полупустых бензобаков. Или изношенных «дворников». Или немытых машин. Или спущенных шин. Или регуляторов положения сидения, которые не способны что-либо регулировать. Обогревателей, которые не обогревают. Антиобледенителей, которые допускают обледенение.
Очевидно, что стараемся мы изо всех сил по одной простой причине — чтобы понравиться. Чтобы отправить вас в дорогу на новенькой машине, такой, как шустрый, суперманевренный «Ford», и с милой улыбкой. Чтобы подсказать вам, например, где вы сможете перехватить хороший сэндвич с копчёной говядиной в городе Дулуте.
Зачем мы это делаем?
Потому что мы не можем позволить себе считать, что клиент нам гарантирован.
В следующий раз езжайте с нами. Очередь у нашей стойки короче.
(перевод С. Кировой).
— Рекламное объявление «Avis Is Only № 2».
И вскоре уже «Hertz» начал смотреть из-за плеча «Avis», чьи продажи увеличились на 28 %, благодаря чему № 2 вплотную приблизился к № 1.
Данная стратегия рекламирования обрела известность как позиционирование относительно лидера.
Однако через несколько лет Hertz смогла ответить слоганом: «Сколько лет Avis объясняет вам, что мы первые. И это так». В результате чего компании Avis пришлось превратить свой слоган в девиз. Слоган компании звучит как «Мы стараемся больше» (англ.  «We Try Harder»).

#### «Volkswagen Beetle»
Самой успешной рекламной кампанией Уильяма Бернбаха принято считать кампанию по продвижению немецкого автомобиля «Volkswagen Beetle». Первая модульная реклама этого автомобиля была напечатана в 1959 году и с самого начала имела феноменальный успех.

Она изменила лицо рекламы. Не только в Америке, но и по всему миру. <…>
Офисные мальчики читали её вслух, стоя у охладителей воды. Колледжские дети пересказывали её на вечеринках в кампусах. Она стала частью «маркетинговых» разговоров 60-х годов.
<…> И действительно, ни один автомобиль не любили больше, ни одной рекламой не восхищались в большей степени. Очаровательное и честное объявление сделало и машину такой же очаровательной и честной.
Оригинальный текст (англ.)The advertisements they produced changed the face of advertising. Not just in America but across the world. <...>

Office boys read them aloud by the water cooler. College kids recited them at campus parties. They were the marketing conversation piece of the sixties.

<...> For surely, no car was ever more loved, no advertising more admired. In a way the two became indivisible. The charming honest advertising became part of the charm and honesty of the car.
— Из предисловия к книге А. Маркантонио «Помните ту великую рекламу „Фольксвагена“?».
Только за один сезон было продано свыше 500.000 экземпляров «Жука», что превратило машину из «гадкого утенка» автомобильной промышленности в первое по успешности, среди импортируемых авто. Таким образом Уильям Бернбах продемонстрировал всю силу рекламы. Он коренным образом изменил представление американцев о «Volkswagen Beetle». До того, как немецкий концерн заключил контракт с «DDB», Америка воспринила эту машину как образец безвкусного дизайна и относилась скептически к её европейскому «происхождению». На фоне кадиллаков, которыми были увлечены США, «Жук» выглядел по меньшей мере комично. Но Бернбах в свойственном ему стиле смог обратить все недостатки автомобиля в неоспоримые достоинства. Его честность покорила американцев, которые перестали думать о «Volkswagen Beetle» как о «дешёвой малолитражке» и увидели в ней «высококлассный европейский продукт, недорогой и демократичный».
В рамках кампании «Volkswagen Beetle» агентство «Doyle Dane Bernbach» создало целый ряд рекламных сообщений, каждое из которых заслуживает отдельного внимания:

##### «Think Small»[17]
Оригинальный слоган: (англ.) «Think Small».
Варианты перевода: «Думай меньше», «Мысли меньше», «Мысли меньшим» («Мысли в небольших масштабах»), «Мысли скромнее».
Описание. 3/4 печатного листа занимает белый фон. Сверху и слева — небольшое изображение автомобиля «Volkswagen Beetle» классического чёрного цвета. Создается иллюзия, что автомобиль едет издалека.

Думай о малом
Наш маленький автомобиль уже не новинка.
Школьники перестали пытаться дюжинами втиснуться в него.
Парень на заправке уже не спрашивает, куда вмещается горючее.
Никто даже не пялится на наши формы.
Да и люди, которые ездят на нашей малютке, уже и думать перестали, что 7 литров на 100 километров — это такой большой успех.
Или что масла надо два с небольшим литра вместо пяти.
Или что совершенно не нужно доливать антифриз.
Или что можно наездить 60 тысяч километров на одной резине.
Вот почему, как только вы привыкаете к нашей экономности, вы просто перестаете о ней думать.
Кроме тех случаев, когда вжимаетесь в маленький пятачок на паркинге. Или подновляете свою маленькую страховку. Или оплачиваете маленький счет за починку. Или сдаете свой старый «VW» в обмен на новый с доплатой.
Подумайте об этом.
(Перевод С.Кировой)
Оригинальный текст (англ.)«Our little car isn't so much of a novelty any more.

A couple of dozen college kids don't try to squeeze inside it.
The guy at the gas station doesn't ask where the gas goes.
Nobody even stares at our shape.
In fact, some people who drive our little flivver don't even think 32 miles to the gallon is going any great guns.
Or using five pints oil instead of five quarts.
Or never needing anti-freeze.
Or racking up 40,000 miles on a set of tires.
That's because once you get used to some of our economies, you don't even think about them any more.
Except when you squeeze into a small parking spot. Or renew your small insurance. Or pay a small repair bill. Or trade in your old VW for a new one.
Think it over».

##### «Lemon»[21]
Оригинальный слоган: (англ.) «Lemon».
Вариант перевода: «Бросовая вещь». Данный слоган можно перевести и дословно — «Лимон» (возможно, Бернбах ставил целью, чтобы его слоган вызывал ещё и объяснимую физиологическую реакцию у потребителя)
Описание. 3/4 печатного листа занимает белый фон. Снизу, по центру — большое изображение автомобиля «Volkswagen Beetle» классического чёрного цвета, который отчасти повернут к зрителю боком.

Хлам
Этот Volkswagen не попал на корабль.
Хромированная полоска на «бардачке» немного повреждена и должна быть заменена. Скорее всего, вы бы это и не заметили, но инспектор Курт Кронер подметил.
У 3 389 человек на нашем заводе в Вольфсбурге одна задача: проверять каждый автомобиль на каждой стадии его производства. (В день производится 3 000 машин. Контролёров больше.)
Каждый амортизатор тщательно проверяется (выборочная инспекция неприемлема), каждое ветровое стекло пристально осматривается. Машины отбраковывают за мельчайшие царапины, еле приметные на глаз.
Итоговая проверка — это нечто! Контролёры VW перегоняют каждый автомобиль с конвейера на «функционспруфстенд» (испытательный стенд для машин) и оценивают его по 189 показателям. Затем они выпуливают его на автоматический стенд проверки тормозов и говорят «нет» в среднем одному из пятидесяти авто.
Эта забота о деталях означает, что VW прослужит вам дольше и ухода потребует меньше, чем, в общем-то, любая другая машина. (Это означает также, что подержанный VW обесценивается меньше, чем другие автомобили).
Мы избавляем вас от хлама. Вы получаете лучшее.
(перевод С.Кировой)
Оригинальный текст (англ.)«The Volkswagen missed the boat.

The chrome strip on the glove compartment is blemished and must be replaced. Chances are you wouldn't have noticed it; Inspector Kurt Kroner did.
There are 3,389 men of our Wolfsburg factory with only one job; to inspect Volkswagens at each stage of production. (3,00 Volkswagens are produced daily; there are more inspectors than cars.)
Every shock absorber is tested (spot checking won't do), every windshield is scanned. VWs have been rejected for surface scratches barely visible to the eye.
Final inspection is really something! VW inspectors run each car off the line onto the Funktionsprüfstand (car test stand), tote up 189 check points, gun ahead to the automatic brake stand and say "no" to one VW out of fifty.
This preoccupation with detail means the VW lasts longer and requires less maintenance, by and large, than other cars. (It also means a used VW depreciates less than any other car.)
We pluck the lemons; you get the plums».

Рекламное сообщение «Lemon» появляется в 3-м эпизоде 1-го сезона телевизионного сериала «Безумцы», который транслируется по телеканалу «American Movie Classic» («AMC»). В центре действия сериала — работа вымышленного рекламного агентства «SterlingCooper». Его сотрудники «воспринимают» работу «DDB» как вызов всем традициям индустрии и недоумевают успехом компании Уильяма Бернбаха.
В 2008 году «Newspaper Marketing Agency» начало кампанию по продвижению печатной рекламы, переживающей сегодня тяжёлые времена. «NMA» использовало шесть классических образцов печатной рекламы и на их основе создало собственные современные варианты. Так, «Lemon» Бернбаха получил новое рождение в слогане «Эта реклама не была бросовой» (англ.  «This ad was not a lemon»).

##### Другие рекламные сообщения
В рамках кампании «Volkswagen Beetle» «DDB» создало более тридцати рекламных сообщений, включая теле- и видеорекламу. Каждое из них рассказывало определённую часть истории автомобиля, причём делало это с той же честностью и тем же юмором, которые покорили Америку в рекламах «Think Small» и «Lemon». А слоганы, написанные копирайтером Гельмутом Кроном для кампании «VW», до сих пор поражают своей продуманностью:
- «Он делает всю работу, но кто идет на вечеринку субботней ночью?» (англ. «It does all the work, but on Saturday night which one goes to the party?»[24])
- «После того, как мы красим машину, мы красим краску» (англ. «After we paint the car we paint the paint»[25]).
- «Выберите правильный день, чтобы протестировать VW, и вы проложите путь до дома» (англ. «Pick the right day to test drive a VW and you’ll have the road to yourself»[26]).
- «Часом позже, он не проголодается опять» (англ. «One hour later, it won’t get hungry again»[27]).
- «Они не делают их такими, как делали» (англ. «They don’t make them like they used to»[28]).
- «Известный итальянский дизайнер предложил одно изменение» (англ. «The famous Italian designer suggested one change»[29]).
- «Убьем ли мы когда-нибудь жука?» (англ. «Will we ever kill the bug?»[30])
- «Самый охраняемый секрет в Вашингтоне» (англ. «The best kept secret in Washington, D. C.»[31]).
- «Вот как много раз мы осматриваем „Фольксваген“» (англ. «That’s how many times we inspect a Volkswagen»[32]).
- «Такая экономия вам о чём-то говорит?» (англ. «Is the economy trying to tell you somethnig?»[33])
- «Он неказист, но доставит вас куда надо» (англ. «It’s ugly, but it gets you there»[34]) и др.

### «DDB» после «Фольксвагена»
Кампания «Volkswagen Beetle» не оставляла потенциальным рекламодателям иного выбора, как обращаться в «Doyle Dane Bernbach». В последующие годы клиентами Бернбаха стали такие крупные компании, как «El Al Airlines», «Polaroid», «Rheingold Beer», «Porsche», «Chivas Regal» и др. А реклама «Фольксвагена» оставалась настолько успешной, что производитель ещё 40 лет сотрудничал с «DDB».
В 1968 году Бернбах стал председателем Совета директоров и главным исполнительным директором агентства. На этих должностях он оставался вплоть до 1974 г. А в течение двух последующих лет Уильям Бернбах исполнял обязанности председателя Исполнительного комитета.
В 1976 году Бернбах отпраздновал свой 65-й День рожденья. По правилам агентства, он должен был оставить занимаемый пост, и Уильям Бернбах сделал это. Правда, до 1982 он все ещё активно консультировал родное агентство по поводу выпускаемой рекламы.
Успех «Doyle Dane Bernbach» по-прежнему носит беспрецедентный характер. Начав с $1200 в 1949-м, Нед Дойл, Макс Дейн и Билл Бернбах имели годовой оборот в $1 миллиард к 1982-му.

### Свежий взгляд Уильяма Бернбаха
Рекламная философия Бернбаха всегда шла вразрез традиционной. Его работы всегда отличались свежестью, простотой, интеллигентностью и были наполнены сильной энергетикой. Всегда неприкрыто честные, с доброжелательным юмором и экспрессией. Он использовал тени в фотографиях, чтобы сделать контуры чётче, и любил работать с густыми тенями. Он выступал за такую рекламу, которая не затмевала товар, а, в первую очередь, способствовала его продаже. Если Бернбах считал, что товар недостоин рекламы, он никогда не подписывал контракт с производителем.
Любовь Бернбаха к философии предопределила его интерес к изучению человеческой мотивации. Он понял, что такие чувства, как любовь, ненависть, жадность, надежда, страх и др. побуждают людей к действию. Поэтому Бернбах старался перенести их в рекламу, убеждённый, что это привлечет внимание потребителя. Он представлял своего постоянного покупателя исключительно интеллигентным и грамотным. Бернбах уважал тех, кто находится в постоянном творческом поиске, и поддерживал их во многом, не переставая учить.

— Все, что вы пишете… все на странице: каждое слово, каждый символ, каждая тень должны продвигать сообщение, которое вы пытаетесь передать, — Уильям Бернбах.

Он часто вступал в спор с другими рекламистами, отстаивая точку зрения, что реклама — это не математическая формула. Бернбах верил: рекламная кампания не может освободиться к подстановке значений в одну и ту же отработанную схему. Творческая реклама, по Бернбаху, должна быть основана по большей части на интуиции, а не расчётах.
Всегда уважавший Бернбаха Дэвид Огилви отвечал на такие высказывания однозначно резко:

«Представьте себе, — парировал я, — что сегодня вечером вы вывихнули себе ногу. Вы обратитесь за помощью к хирургу, который долго и много читает по своей специальности и знает, как именно вправить вам ногу, или же к другому, который полагается на свою интуицию? Почему наши клиенты должны ставить на кон миллионы долларов, полагаясь исключительно на вашу интуицию?»

К тому же, самая успешная рекламная кампания Бернбаха — кампания «Volkswagen Beetle» — была основана как раз на принципах «научной рекламы», которые отстаивал Огилви и которым противостоял сам Бернбах.
Несмотря на большую известность в качестве копирайтера, Уильям Бернбах никогда не писал книг, а принципы работы были изложены его многолетним коллегой Бобом Левенсоном в книге «Библия Билла Бернбаха. История рекламы, которая изменила рекламный бизнес», изданной в 1987 году и переведённой на русский язык в 2011 году с предисловием д. ф. н. А. Н. Назайкина.

### Личная жизнь
5 июня 1938 года Уильям Бернбах женился на Эвелин Карбоне. У них появилось два сына: Джон-Линкольн и Пол.
В течение всей жизни Бернбах испытывал благодарность литературе и искусству. Он любил поэзию; любил слушать джаз и классическую музыку с женой. Он восхищался творческими людьми и помогал войти в профессию талантливым людям вне зависимости от их этнической или религиозной принадлежности.
Любовь Бернбаха к искусству и философии предопределила его активную общественную жизнь и за пределами «DDB». Он стал почетным профессором Нью-Йоркского университета и вице-председателем Комитета по кинематографии в Линкольн-центре. Бернбах был членом Совета директоров и входил в исполнительный комитет Общества правовой помощи, Институт биологических исследования Солка и Фонд «Harper’s Magazine». Он также был в Совете директоров Международной глазной организации, Дома престарелых Мэри Мэннинг-Уолш, Фонда Менингера, корпорации «Друг американского искусства в религии». Помимо этого, Бернбах был председателем Совета и членом Исполнительного комитета в Муниципальном обществе искусств.
Последние годы своей жизни Уильям Бернбах боролся с лейкемией. Он так и не сдался, уйдя с достоинством на 71-м году жизни. Это случилось 2 октября 1982 года.
Уильяма Бернбаха навсегда запомнят как одного из отцов-основателей современной рекламы, который смог доказать, что реклама может быть честной и приносить обществу пользу. Который всегда отдавал предпочтение творческим людям, а не квалифицированным, но закоснелым бизнесменам.

«Великая рекламная кампания лишь ускорит неудачу плохого продукта. Так больше человек узнает о том, что он плох». — Уилья Бернбах.

Оригинальный текст (англ.)«A great ad campaign will make a bad product fail faster. It will get more people to know it's bad».

## 5 цитатДэвида Огилвио Уильяме Бернбахе

### Чужая правота
Мне говорили, что он постоянно носит с собой карточку-напоминание: «А может быть, он и прав». Однажды я действительно слышал, что он признал правоту клиента. Это знаменательное событие произошло за обедом в Белом доме, когда один из помощников президента Джонсона начал критиковать антиголдуотеровскую рекламу, сделанную Биллом.

### Творчество
Билл отлично умел совмещать иллюстрации и текст и никогда не совершил ошибки, которую сделал я, подчинив копирайтеров артдиректорам.
Он, как и я, признавал тот факт, что качество идеи и совершенство её воплощения являются альфой и омегой успешной рекламы.
Он поклонялся оригинальности и никогда не уставал клеймить исследования, считая их врагами любого творчества. Это раздражало некоторых из его клиентов, но делало его настоящим героем творческого братства.

### Конкуренты
Когда конкуренты начинали переманивать его сотрудников, Билл говорил мне: «Они не понимают, что эти люди будут беспомощны без моего наставничества». И он наставлял их на путь истинный.

### Работа
Билл был настоящим философом. Он жил без бахвальства, отлично умел организовывать своё время и обладал самодисциплиной, редкой среди владельцев рекламных агентств. Однажды он сказал мне, что никогда не задерживается в своем офисе после пяти, никогда не работает дома и никогда не бывает на работе в выходные. «Понимаешь, Дэвид, — говорил он, — я очень люблю свою семью».

### Бернбах о природе человека
«Человеческая природа не изменилась за миллиард лет и не изменится за следующий миллиард. Меняются только искусственные предметы. Сейчас модно говорить об изменяющемся человеке. Но речь может идти только о человеке неизменном — об инстинктах, которые руководят его действиями, хотя язык слишком часто маскирует подлинные мотивы его поступков. Если вы знаете это, вы всегда найдете ключик к любому человеку. Одно остается неизменным. Творческий человек, понимающий природу человеческой души, обладающий способностью трогать сердца людей, всегда добьется успеха. Без этого успех невозможен».